# 蓋道河
52°56′51.5″N 10°33′13.2″E / 52.947639°N 10.553667°E

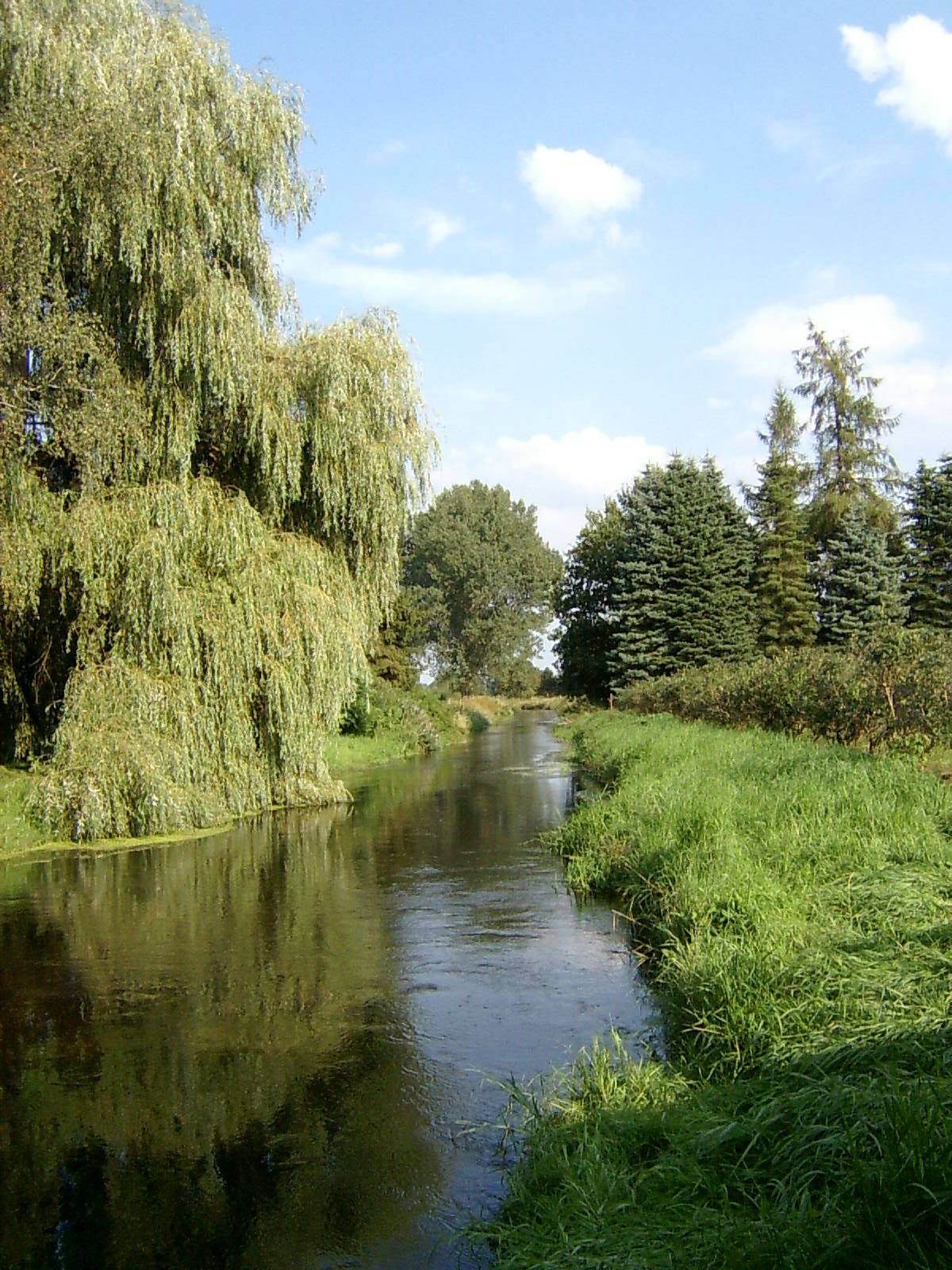

蓋道河（德語：Gerdau），是德國的河流，位於該國西北部，由下薩克森州負責管轄，河道全長29.7公里，流域面積427.7平方公里，發源自呂訥堡石楠草原。